# Ekvadorska vaterpolska reprezentacija
Ekvadorska vaterpolska reprezentacija predstavlja državu Ekvador u međunarodnom športu muškom vaterpolu.

## Nastupi na Panameričkim igrama
- 2015.: 8. mjesto

## Utakmice
- 7. srpnja 2015.: SAD-Ekvador 27:0 (5:0,8:0,5:0,9:0)[1][2]
- 8. srpnja 2015.: Ekvador-Argentina 8:21 (4:5,1:6,0:2,3:8)[3]
- 11. srpnja 2015.: Ekvador-Kuba 3:10 (1:3,0:2,0:2,2:3)[4]

- 13. srpnja 2015.: Meksiko-Ekvador 17:7 (3:3,3:4,6:0,5:0)[5]

- 15. srpnja 2016.: Kuba-Ekvador 13:6 (2:1,1:3,5:2,5:0)[6]

## Sastav
Sastav na Panameričkim igrama 2015.
| Ime i prezime            | Klub                                           |
| ------------------------ | ---------------------------------------------- |
| Garret Kaltenbach        | Long Beach State University                    |
| Kevin Reyes Mindiola     | Unidad Educativa Liceo Aeronautico – Guayaquil |
| Edwin Mantilla Carrera   |                                                |
| Jose Yepez Pazmiño       |                                                |
| Troy Kaltenbach          | Long Beach State University                    |
| Andres Benitez Pazmiño   | Unidad Educativa Liceo Naval – Guayaquil       |
| Jeffrey Taranto Wheeler  | Golden West University — Huntington Beach      |
| Carlos Viteri Heredia    |                                                |
| David Villamarin Valle   |                                                |
| Chandler Kaltenbach      | Long Beach State University                    |
| Gabriel Plua Moran       |                                                |
| Astolfo Loaiza Rodriguez |                                                |
| Jean Gonzalez Castro     |                                                |
|                          |                                                |